# Андрей Луканов
Андрей Карлов Луканов е политик от Българската комунистическа партия и наследилата я Българска социалистическа партия. Той е министър-председател на България в 2 поредни правителства през 1990 г. – първото управлява страната от 8 февруари до 21 септември, а второто от 22 ноември до 20 декември.

## Биография
Роден е в семейството на известния български комунист Карло Луканов в Москва през 1938 г. Той е съветски гражданин по рождение и придобива българско поданство на 6-годишна възраст, когато се премества да живее в България със семейството си.
Завършва висше образование по специалност „Международни отношения“ в МГИМО, Москва през 1963 г. Говори английски, руски, испански и френски език.

### Професионална кариера
След дипломирането си е служител в Министерството на външните работи (1963 – 1965) и Министерството на външната търговия (1966 – 1968). Работи в представителството на България в Организацията на обединените нации в Женева от 1969 до 1972 г.

### Политическа кариера
След завръщането си в България заема редица висши управленски длъжности: заместник-министър (1972 – 1973) и първи заместник-министър (1973 – 1976) на външната търговия, заместник министър-председател (1976 – 1986) и първи заместник министър-председател (1986 – 1987), министър на външноикономическите връзки (1987 – 1989).
През 1977 г. по инициатива на Луканов е създадено предприятието „Интерхотели“, което изгражда няколко големи луксозни хотела с ресторанти от високо ниво, отличаващи се от обичайните за страната по онова време. Някои свързват тази дейност и с личното му отношение към добрата кухня, необичайно за тогавашната висша номенклатура.
Заема ръководни постове в Българската комунистическа партия и в наследилата я Българска социалистическа партия. През втората половина на 1980-те години играе важна роля в т.нар. „преустройство“, което в крайна сметка води до отстраняване на Тодор Живков от ръководството на БКП на Ноемврийския пленум на ЦК на БКП през 1989 г. Като най-виден водач на дясното крило в БСП, стремящо се към преход към пазарна икономика, той се конфронтира с Александър Лилов, безспорен авторитет в лявото крило, държащо на социалните аспекти. В крайна сметка като компромис 32-годишният Жан Виденов е избран за лидер на партията през декември 1991 г.
Луканов оглавява 2 правителства през 1990 г. – първото управлява страната от 8 февруари 1990 до 21 септември, а второто – от 22 септември до 20 декември, въпреки че според някои няма българско гражданство. В началото на периода активно работи на Кръглата маса, където е договорена рамката на демократичните реформи и прехода към пазарна икономика. Икономическият преход обаче се протака, въведена е купонна система за снабдяване поради острия дефицит на основни стоки и услуги за населението, развива се инфлация.
Второто правителство на Луканов пада след публични протести пред мавзолея на Георги Димитров, където са доведени миньори от Перник, под ръководството на Мирчо Кирилов Стоименов. От тази криза е останал изразът „Луканова зима“.

#### Критика към управлението
През пролетта на 1990 г. правителството на Луканов обявява дефолт – едностранно преустановява плащанията по външния дълг на България, извършвани чрез Българската външнотърговска банка. Вследствие на това страната остава изолирана от международните финансови пазари до уреждането на отношенията с кредиторите с помощта на МВФ през 1994 година.
През 1992 г. правителството на Филип Димитров подписва споразумение с основните кредитори за 3-годишен гратисен период по просрочените плащания. След изтичане на гратисния период правителството на Жан Виденов безуспешно опитва да договори облекчени условия или ново разсрочване. За да не се влошава допълнително репутацията на държавата, плащанията са възобновени. Покриването на над 1 млрд. долара лихви и главница допълнително обезкървява икономиката.
Съчетано с кризата в тежката индустрия и краха на банковата система това е сред основните фактори за икономическата криза през 1996 г.

#### Съдебно преследване
На 7 юли 1992 г. по искане на главния прокурор Иван Татарчев и с решение на Народното събрание му е отнет депутатският имунитет. На 9 юли 1992 г. е арестуван и подведен под отговорност с предположение, че като първи заместник-председател на Министерския съвет през периода 1986 – 1989 г., при условията на продължаващо престъпление, действайки в съучастие с длъжностни лица, заемащи отговорно служебно положение, е присвоил обществено имущество в особено големи размери. Не е осъден и делото е прекратено. Освободен е на 30 декември 1992 г.
След освобождаването му Луканов подава жалба до Европейския съд по правата на човека в Страсбург. Жалбата е определена за допустима по отношение на твърдяната от него незаконност на задържането му под стража. През март 1997 г. независимият европейски съдебен орган приема, че задържането под стража на Андрей Луканов не е било законно по смисъла на Европейската конвенция за защита правата на човека и основните свободи, и България е осъдена да плати 40 000 френски франка за незаконния му арест.

### Извън политиката
Андрей Луканов създава в Плевен фондация „Кайлъка“ през 1996 г.
„Топенерджи“
От 1995 г. Луканов е съдружник и президент на съвместното руско-българско акционерно дружество „Топенерджи“ с уставен капитал от 60 млн. лв., в който с равни дялове участват българската държавна фирма Булгаргаз и руският газов концерн „Газпром“.
Компанията „Топенерджи“ е изкупена 100% от „Газпром“ през пролетта на 1998 г.

### Убийство
Андрей Луканов е застрелян на 2 октомври 1996 г. с 4 куршума пред дома му на ул. „Латинка“ № 15 в София.
В деня на убийството около 9:15 – 9:20 ч. той излиза от дома си и се отправя към личния си автомобил „Пежо 306“, паркиран на около 15 метра от входа. В колата го чака шофьорът му. Луканов влиза в автомобила, но се сеща, че е забравил нещо. Излиза от колата, приближава се до домофонната уредба и се опитва да се свърже със съпругата си. През това време убиецът стреля 4 пъти, от разстояние 1,5 – 2,5 метра с пистолет „Макаров“. Куршум попада в областта на дясното му слепоочие, а други 3 – в гърба. Експремиерът пада на земята, а убиецът изчезва.
В деня на покушението на същото място са открити и захвърлени дрехи на предполагаемия убиец, с които се е маскирал като скитник. Пистолетът, с който се смята, че е било извършено убийството, е намерен едва 40 дни по-късно зад радиатор на площадката между етажите в жилищен блок на съседната улица „Димчо Дебелянов“.
Веднага след смъртта на бившия премиер в печата се появяват много версии за мотивите и организацията на убийството – от покушение на „енергийната мафия“ до битови причини.
За убийството са задържани и осъдени Александър Русов, Алексей Кичатов, Георги Георгиев, Ангел Василев и Юрий Ленев. Присъдите им по-късно са отменени. Счита се от някои, че убийството остава неразкрито.

## Семейство
Андрей Луканов е женен за Лилия Герасимова, също завършила МГИМО през 1963 г., с която има дъщеря и син.